# イスラム戦線 (シリア)
イスラム戦線（イスラムせんせん、アラビア語: الجبهة الإسلامية、al-Jabhat al-Islāmiyyah、英：Islamic Front、略称：IF）は、シリア内戦の反体制組織の連合体。
スンナ派のイスラム主義勢力であり、2013年11月22日に7つの組織が合併する形で成立した。これは、シリア・イスラム戦線同盟を発展的に解消したものである。イスラム戦線はサウジアラビアから軍事支援を受けている。主にシリア政府・ISILと敵対し、自由シリア軍・シャーム解放機構と提携している。
ドイツの諜報機関によれば、IFはトルコから武器の供与を受けているとされる。

## 沿革
2012年9月、シリア内戦における反体制派の連合として、シリア・イスラム解放戦線が結成された。解放戦線に参画した組織は以下の通り。
- イスラム旅団 - 後のイスラム軍
- ダウヒード旅団
- シャームの鷹旅団[9]
- ファールーク大隊

解放戦線の後身として2013年12月に、スンナ派イスラム主義武装組織の連合体イスラム戦線（IF）が結成された。IFに参画した組織は次のとおりである。
- シャーム自由人イスラム運動 - アルカイダ系組織
- ダウヒード旅団
- イスラム軍[10]
- クルド・イスラム戦線
- シャームの鷹旅団 - 2015年2月、シャーム自由人イスラム運動と統合
- アンサール・シャーム大隊

最高指導者はシャームの鷹旅団（スクール・アル・シャーム）の指導者アフメド・イサ・シェイク。結成当初、反体制派組織では最有力であった。日本の公安調査庁はIFを国際テロ組織として扱っている。
2013年12月にトルコとの国境付近で、IFは自由シリア軍幹部を拘束し、同軍の参謀総長サリム・イドリスはトルコ経由でカタールへと逃亡した。しかし、自由シリア軍はイドリスがシリアに留まっており、IFと連携してISILと対抗しているとした。そして、実際にIFと自由シリア軍は同月中にふたたび連携することとなった。
2014年初頭にはIFとISILとの対立が激化し、戦闘が散発するようになった。2014年9月9日、IFの多くの幹部が爆殺された。IFはISILとの衝突が本格化して以降は弱体化しているとされる
2015年2月、穏健な反体制派の連合組織「ハズム運動」などとともに、反体制派の連合組織「シャーム戦線」に参画する。

## 目的
イスラム戦線の目的は、シャリーアに従って諮問評議会（en:Majlis-ash-Shura）が統治するイスラム国家を建設することにあり、代議制民主主義と世俗主義を拒絶している。ただし、イスラム戦線は民族的・宗教的少数派がシリアに居住することを認めている。